# Туна (вилайет)
Дунайский вилайет или Вилайет Туна (осман. ولايت طونه‎) — вилайет Османской империи, который располагался в Дунайском регионе. Образован в 1864 году из эялетов Ниш, Силистра и Видин с площадью 88 400 кв. км. Прекратил существование после Русско-турецкой войны 1877—1878 годов.

## История
В 1864 году в рамках реформы Танзимата был сформирован Дунайский вилайет путем объединения Силистрийского, Нишского и Видинского эялетов. Административным центром стал город Рущук. Основной задачей было защита балканских владений Османской империи от вероятного вторжения Австро-Венгрии или Российской империи. Наличие портов на Черном море обусловливало создание военно-морских баз. Одновременно вали (губернатор) вилайета отвечал за сдерживание болгарского и сербского национальных движений. Вдоль Дуная располагались мощные крепости, особое внимание было уделено обороне устья реки.
Первым вали стал Мидхат-паша, который осуществил меры по экономической и политической модернизации: начата печать газеты «Дунай» на болгарском и турецком языках, предоставлен доступ немусульман к государственным должностям в вилайете, получило развитие школьное образование, способствовал развитию городов и сел вилайета с тем, чтобы укрепить власть империи и предупредить выступления болгар и других народов против османского правительства.
Одновременно султанские чиновники оказывали поддержку константинопольскому патриархату, поскольку видели в этом возможность обуздать болгар с помощью греков. Впрочем это вызвало сопротивление местного населения. Образование в 1870 году Болгарского экзархата не успокоило ситуацию.
В 1876 году произошло восстание болгар, которое было подавлено. В то же время против Османской империи выступила Сербия, в войне с которой принимали участие войска Дунайского вилайета. В конце концов в 1877 году началась война с Российской империей. В течение того же года большая часть вилайета была занята русскими войсками. Именно в пределах вилайета произошли основные сражения. По результатам Берлинского конгресса 1878 года большинство земель стали основой княжества Болгария, Добруджа была передана Румынии, а западная часть Дунайского вилайета отошла Сербии.

## Структура
Дунайский вилайет состоял из 7 санджаков: София, Ниш, Видин, Тырново, Рущук, Варна, Тулча. Они делились на 48 каз и 1500 нахий:
- Софийский санджак имел 7 каз: София, Кюстендил, Дупница, Ислады, Радомир, Орханиэ, Самоков.
- Нишский санджак — 4 казы: Ниш, Лесковац, Пирот, Юргюп
- Видинский санджак — 7 каз: Видин, Берковица, Лом, Белоградчик, Оряхово, Враца, Кула
- Тырновский санджак — 6 каз: Тырново, Троян, Ловеч, Османбазар, Севлиево, Габрово.
- Рущукский санджак — 10 каз: Рущук, Энипазар, Шумен, Силистра, Разград, Никопол, Свиштов, Плевен, Эски-Джумна, Тутракан.
- Варнский саджак — 6 каз: Варна, Козлуджа, Провадия, Балчик, Добрич, Мангалия.
- Тулчинский санджак — 8 каз: Тулча, Бадабаг, Меджидия, Сулина, Исакча, Мачин, Хыршова, Кюстендже.

## Руководители эялета
- Мидхат-паша (1864—1868)
- Мехмед Сабри-паша (1868)
- Арнауд Мехмед Акиф-паша (1869—1870)
- Кучук Омар Февзи-паша (1870—1871)
- Ахмед Расим-паша (1871—1872)
- Ахмед Хамди-паша (1872—1873)
- Абдуррахман Нуреддин-паша (1873—1874)
- Мехмед Асим-паша (1874—1876)
- Халиль Рыфат-паша (1876—1877)
- Оман Ахмед Мазхар (1877)

## Население
Основу населения составляли болгары, также проживали турки, албанцы, греки, евреи, румыны, украинцы.

## Экономика
Выгодное расположение способствовало развитию экономики. Впрочем основу составляли земледелие и животноводство. В больших количества выращивались злаковые, фрукты. для этого создавались сельские кооперативы, введены налоговые льготы. Вилайет был значительным производителем вина, хлеба, розового масла. Развитие получило овцеводство и разведение крупного рогатого скота. В 1860-х годах начато судоходство вдоль дунайских городов османской империи, создано дунайскую судоходную компанию. В 1866 году проложена железная Рущук-Варна. Все это способствовало экономическому росту.